# Glitterball
Glitterball è un singolo del gruppo musicale britannico Simple Minds, il primo estratto dall'album Néapolis nel 1998.

## Classifiche
| Classifica (1998) | Posizione massima |
| ----------------- | ----------------- |
| Belgio (Fiandre)  | 47                |
| Italia            | 3                 |
| Paesi Bassi       | 72                |
| Regno Unito       | 18                |